# Sauris volcanica
Sauris volcanica är en fjärilsart som beskrevs av Butler 1887. Sauris volcanica ingår i släktet Sauris och familjen mätare. Inga underarter finns listade.